# CAV2
CAV2 (англ. Caveolin 2) – білок, який кодується однойменним геном, розташованим у людей на короткому плечі 7-ї хромосоми. Довжина поліпептидного ланцюга білка становить 162 амінокислот, а молекулярна маса — 18 291.
| 10         |  | 20         |  | 30         |  | 40         |  | 50         |
| ---------- |  | ---------- |  | ---------- |  | ---------- |  | ---------- |
| MGLETEKADV |  | QLFMDDDSYS |  | HHSGLEYADP |  | EKFADSDQDR |  | DPHRLNSHLK |
| LGFEDVIAEP |  | VTTHSFDKVW |  | ICSHALFEIS |  | KYVMYKFLTV |  | FLAIPLAFIA |
| GILFATLSCL |  | HIWILMPFVK |  | TCLMVLPSVQ |  | TIWKSVTDVI |  | IAPLCTSVGR |
| CFSSVSLQLS |  | QD         |  |            |  |            |  |            |

A: Аланін

C: Цистеїн

D: Аспарагінова кислота

E: Глутамінова кислота

F: Фенілаланін

G: Гліцин

H: Гістидин

I: Ізолейцин

K: Лізин

L: Лейцин

M: Метіонін

N: Аспарагін

P: Пролін

Q: Глутамін

R: Аргінін

S: Серин

T: Треонін

V: Валін

W: Триптофан

Кодований геном білок за функцією належить до фосфопротеїнів. 
Задіяний у такому біологічному процесі, як альтернативний сплайсинг. 
Локалізований у клітинній мембрані, цитоплазмі, ядрі, мембрані, апараті гольджі.